# Johann P. Bardou

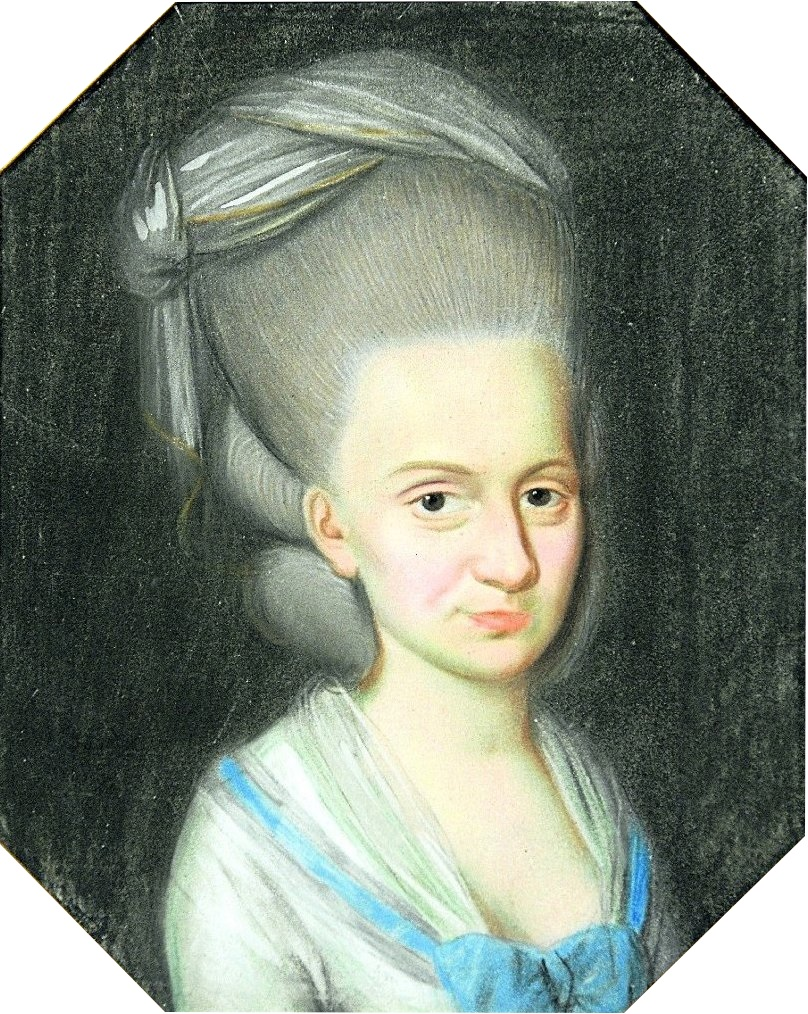
Damenbildnis

Johann P. Bardou  war ein Porträtmaler, der seine Bilder hauptsächlich in der Pastellmalerei erstellte.
Seit 1756 lernte er Zeichnung und Malerei bei Blaise Nicolas Le Sueur (1716–1783), dem Direktor der preußischen Akademie der Künste in Berlin.
Er beschäftigte sich mit der Porträtmalerei in Pastell, seltener in Öl. Seine Werke fanden Beifall in Berlin, Leipzig, Frankfurt und Breslau. 1775 erhielt er eine Einladung nach Warschau und wahrscheinlich auch nach Sankt Petersburg. Seit 1788 kehrte er nach Berlin heim. Von 1784 bis 1794 war er in Russland tätig. 1809 besuchte er Königsberg.
Viele seiner Werke sind nur in Form von Kupferstichen erhalten.
2013 erwarb das Warschauer Historische Museum in England neun Bildnisse der Warschauer Tepper-Fergusson-Bankiersfamilie.
Johann P. Bardou wurde schon 1806 von Johann Heinrich Füssli mit dem Berliner Maler Paul Joseph Bardou (1745–1814) verwechselt.